# Unison
Unison, musikterm som betyder enstämmig, alltså att flera stämmor har samma melodi, antingen i samma tonhöjd eller i oktaver. Ordet kommer från latin: unus - en, sonus - ton. 